# 금곡대로
금곡대로(Geumgok-daero Road, 金谷大路, 부산광역시도 제41호선의 일부, 국도 제35호선의 일부)는 부산광역시 북구 덕천동 덕천 교차로와 금곡동 시계까지 잇는 부산광역시의 도로이다. 부산 도시철도 2호선 덕천역부터 금곡역까지의 구간이 이 도로를 따라간다. 전 구간이 국도 제35호선과 부산광역시도 제41호선에 속한다.

## 역사
- 2009년 7월 10일 : 2개 이상 시·도에 걸쳐 있는 도로로 금곡대로를 고시[1]

## 노선
| 이름                   | 접속 노선                                                                                  | 소재지     | 소재지 | 비고 |
| ---------------------- | ------------------------------------------------------------------------------------------ | ---------- | ------ | ---- |
| 덕천 교차로 (덕천역)   | 국도 제14호선 부산광역시도 제40호선 (낙동대로) (만덕대로) 부산광역시도 제35호선 (백양대로) | 부산광역시 | 북구   |      |
| (금곡과선교)           | 부산광역시도 제55호선 (강변대로)                                                           | 부산광역시 | 북구   |      |
| (이름 없음)            | 부산광역시도 제4105호선 (의성로)                                                           | 부산광역시 | 북구   |      |
| 화명동 교차로 (수정역) | 부산광역시도 제4108호선 (학사로)                                                           | 부산광역시 | 북구   |      |
| 와석 교차로            | 부산광역시도 제77호선 (화명대로) 와석장터로                                                | 부산광역시 | 북구   |      |
| 화명역                 |                                                                                            | 부산광역시 | 북구   |      |
| 화명삼거리             | 산성로                                                                                     | 부산광역시 | 북구   |      |
| 화명교                 |                                                                                            | 부산광역시 | 북구   |      |
| 율리역                 | 부산광역시도 제4108호선 (학사로) 효열로                                                    | 부산광역시 | 북구   |      |
| (화명-금곡교)          | 부산광역시도 제55호선 (강변대로)                                                           | 부산광역시 | 북구   |      |
| 동원역                 |                                                                                            | 부산광역시 | 북구   |      |
| 금곡삼거리             | 금곡대로616번길                                                                            | 부산광역시 | 북구   |      |
| 금곡역삼거리           | 효열로                                                                                     | 부산광역시 | 북구   |      |
| 양산대로와 직결        |                                                                                            |            |        |      |

## 주요 건물 및 시설
- 덕천지구대 (부산광역시 북구 금곡대로 66-8)
- 구룡사 (부산광역시 북구 금곡대로 66-19)
- 화명119안전센터 (부산광역시 북구 금곡대로 184)
- 화명1동주민센터 (부산광역시 북구 금곡대로 274)
- 부산북구보건소 (부산광역시 북구 금곡대로 338)
- 부산금곡동우체국 (부산광역시 북구 금곡대로 464)
- 금곡동주민센터 (부산광역시 북구 금곡대로 466)
- 동원역 (부산광역시 북구 금곡대로 575)
- 금곡역 (부산광역시 북구 금곡대로 685)